# Stolbi (Batagai)
|  | Per a altres significats, vegeu «Stolbi». |

Stolbi (en rus: Столбы) és un poble de la república de Sakhà, a Rússia, que en el cens del 2010 tenia 294 habitants, pertany al districte de Batagai.